# Lutherse kerk (Purmerend)
De Evangelisch Lutherse Kerk aan de Hoogstraat in de Nederlandse stad Purmerend werd gebouwd ter vervanging van een eerder kerkgebouw op dezelfde plek. Rond 1670 werd de Lutherse Gemeente van Purmerend gesticht, zij begon in de Papestraat in een huiskerk en in 1712 ging de gemeente naar een kerk in de Hoogstraat. Deze kerk werd in 1878 gesloten en in 1880 werd het huidige gebouw in gebruik genomen.
Per 20 maart 2011 is de kerk niet langer in gebruik voor de reguliere zondagse diensten van de Lutherse Gemeente. Vanaf die datum heeft de Taborkerk die rol overgenomen. Sinds februari 2020 is er elke zondag om 10:30 uur een kerkdienst van de Kerk van de Nazarener. Daarnaast wordt het pand gebruikt voor (orgel)concerten en tentoonstellingen.

## Gebouw
De kerk staat niet op dezelfde hoogte als de omliggende bebouwing, maar de kerk staat achter een voorplein. De voorganger werd achter een woonhuis gebouwd, zowel deze voorganger als de woning zijn in 1878 gesloopt waardoor het pleintje is ontstaan. De nieuwe kerk is in Eclectische stijl gebouwd.
Het gebouw is een rechthoekig zaalkerk. De kerk is dwars op de Hoogstraat gebouwd, waardoor de torenspits aan de straatkant ligt. Deze torenspits bevindt zich aan de straatkant boven de ingang en is gedekt met leien. De kerk is gedekt met zwarte Oudhollandse pannen.
De voorgevel is op het oosten gericht en oogt als een driebeukige kerk. In de gevel zijn drie rondboogvensters aangebracht, het middelste venster is het hoogste en breedste. Dit venster is even breed als de ingangspartij. Deze ingangspartij wordt omgeven door muurdammen met helemaal bovenaan, boven de gevel uitstekend, een bekroning van pinakels. Het bendedeel van de voorgevel is afgewerkt met hardstenen platen. De drie vensters hebben rondom geblokte en geprofileerde lijsten. Alle drie bestaan uit twee twee boogramen met daarboven een roosraam.

### Interieur
Met uitzondering van de noordwand zijn alle wanden gepleisterd. De noordwand heeft, tot aan de vensters, nog de oorspronkelijke beschilderingen. De preekstoel is zeskantig met het klankbord in de apsis.